# علي الدوعاجي
علي الدوعاجي هو علي بن صالح الدوعاجي ولد بحاضرة تونس في 4 جانفي 1909 ، وتوفي بمرض السل بمستشفى الرابطة بتونس في 27 ماي 1949 ، كاتبا وشاعر ورسام كاريكاتوري وزجّال وإعلامي  ورائد الأدب الفكاهي بتونس.

غلاف كتاب سهرت منه الليالي

غلاف كتاب أعمال علي الدوعاجي

## نشأته العصامية
كانت أسرته تنتمي للطبقة البرجوازية الصغيرة. غير أنه فقد والده وهو في سن الثالثة  وقد تعلم العربية والفرنسية في المدرسة العرفانية القرآنية ، غير أنه انقطع عن الدارسة وهو في سن الثانية عشرة، وواصل تكوين نفسه بنفسه عن طريق المطالعة، إذ كان يقبل على قراءة الروايات والدواوين الشعرية، كما خالط الأدباء من أمثال زين العابدين السنوسي صاحب مجلة العالم الأدبي  وكان يتردد على المجالس والمقاهي الأدبية، واتصل بأبي القاسم الشابي و الطاهر الحداد كما عاشر مطولا القصاص محمد العريبي، والكاتب المسرحي عبد الرزاق كرباكة فنمت ثقافته شيئا فشيئا حتى أصبح من أعلام الأدب التونسي المعاصر بداية من عام 1933.

## تحت السور
انتمى علي الدوعاجي إلى جماعة تحت السور الأدبية، إلى جانب عدد كبير من الأدباء والشعراء والصحافيين وغيرهم. وقد أصدر بداية من 30 أوت 1936 جريدة السرور التي عرفت بمقالاتها ورسومها السياسية الساخرة. وقد كتب الدوعاجي القصة القصيرة ونظم أشعاره باللهجة العامية التونسية، كما كان أيضا كاتبا مسرحيا وترك تراثا كبيرا من روايات ومداعبات تعبّر عن الواقع الذي تحياه الطبقات المسحوقة، كما أن علي الدواجي رسم الكاريكاتور.

## المسيرة المهنيّة
وُلد الدوعاجي لعائلة ثرية من أصل تركي في مدينة تونس عام 1909. تُوفيَّ والده الحاج محمد الدوعاجي وهو تاجر ثري ومالك أرض حينما كان ابنهُ علي في عمر الرابعة من عمره. لقد ورَّث لزوجته وأطفاله صندوقًا ائتمانيًا كبيرًا تمكَّنت الأسرة من العيش من خلاله بشكل مريح. أنجبت والدته نزهة بنت شقشوق ثلاث بنات وولدين، وكان دوعاجي الناجي الوحيد من ولديه. إنّ نشأته بدون والده وكونه الابن الوحيد يفسِّر جزئيًا سبب اكتظاظ أعماله بشخصيات نسائية. تلقى الدوعاجي تعليمه الابتدائي في مدرسة مجاورة حيث تعلم الفرنسية والعربية. عند الانتهاء من دراسته الابتدائية، التحق علي بمدرسة لتعليمِ القرآن الكريم ولكن سرعان ما اكتشفت أنها بعيدة عنه وعمّا يُريد. شجعته والدته على ممارسة مهنة في مجال الأعمال التجارية، فعمل لفترة وجيزة كمتدرب لدى تاجر محلي ناجح. ومع ذلك، قرَّر الدوعاجي الشروع في مشروع لتثقيف نفسه من خلال قراءة الأدب والثقافة الفرنسية. عندما تعرّف على علي الجندوبي وهو أدبي بارز اكتشف التاريخ والأدب والدراسات الثقافية العربية في العصور الوسطى والحديثة.
عندما خففت الحكومات الاستعمارية من الرقابة على الصحافة في عام 1936، بدأ الدوعاجي في إصدار مجلته الدورية السرور على الرغم من أنها استمرت ستة أسابيع فقط بسبب افتقاره للانضباط. ارتبط علي الدوعاجي بمجموعة من الفنانين والمثقفين الذين كانوا يتجمعون ليلاً في مقاهي حي باب السويقة (المدينة القديمة في تونس) لتبادل الأفكار ومناقشة المواضيع السياسيّة. كانت المجموعة ملتزمة بإنشاء أدب وثقافة تونسية حديثة من شأنها أن تدين الاستعمار الأوروبي وقضية العدالة الاجتماعية والمساواة الاقتصادية والاجتماعية. كان الدوعاجي أيضًا من هواة التجارب بل عُرف بشكل خاص بتعدد مهاراته ومهنه حيث عمل كاتب أغاني وكاتب مسرحي وكاتب قصة قصيرة.
لعبت جذوره التركية وإتقانه للغة الفرنسية فضلاً عن خلفيته البرجوازية وأمنه المالي دورًا في صياغة رؤية عن نفسه وعمله. غالبًا ما كان الدوعاجي يصور ويتخيل ما سمَّاها «ضربات رومانسية» للقاءات بين الشرق والغرب، ومن هنا صورت قصصه التعايش السلمي الذي تتعايش فيه الثقافات والأديان المختلفة. هذا الموقف الفلسفي من لقاءات الشرق والغرب سيطر على كتاباته الأولى. من الشخصيات البارزة التي أثرت بقوة على الدوعاجي كان محمود البيرم التونسي (1893-1961). كانت العلاقة الشخصية والمهنية بينهما علاقة احتضنت طيفًا واسعًا من السياسة والفنون والتيارات الأيديولوجية المعاصرة التي شغلت المشهد الثقافي في تونس خلال الثلاثينيات. كانا يشتركان في شغف الصحافة وحرية الأخيرة في انتقاد الظلم الاجتماعي والنفاق الديني وعدم المساواة الاقتصادية.
كانت الدوعاجي أكثر مساهمة في الأدب التونسي وكذلك الأدب العربي حيثُ أنَّ قصصه القصيرة التي جُمعت ونشرت في عام 1969 – بعد عشرين عامًا من وفاته – في مختارات واحدة بعنوان ليالي بلا نوم عام 2000 دلَّت على ذلك. تُوفيَّ علي الدوعاجي في 27 أيار/مايو 1949 بمرض السل. وفقًا للعديد من الروايات، فقد هجره العديد من أصدقائه وعانى من خيبة أمل مريرة لعدم الاعتراف بعمله. لكن في الذكرى العاشرة لوفاته، نشر زين العابدين السنوسي مقالاً بعنوان «ميراث الدوعاجي» أحيا فيهِ البحث النقدي والاهتمام العام بعمله، وذكر السنوسي أن علي كان قد كتب في 163 رسمًا إذاعيًا وأن ورثته اكتشفوا 60 رسمًا من بين مؤثراته، كما كتب 15 مسرحية وألَّف ما يقرب من 500 أغنية وقصيدة وغير ذلك.
تُمنح جائزة علي الدوعاجي في مهرجان تونس الدولي للكتاب (Foire internationale du Livre de Tunis). كما تمنح جمعية الدوعاجي جائزة علي الدوعاجي لأفضل عمل مكتوب باللغة التونسية (العاميَّة التونسية)، في إشارة إلى استخدام علي الدوعاجي للغة العامية في مسرحياته والحوارات في قصصه القصيرة. تسبب هذا في حدوث ارتباك وانتقد البعض جمعية الدوعاجي لاختيارها نفس اسم الجائزة الأكثر شهرة والتي تُعطى في مهرجان تونس الدولي للكتاب.

## أدبه
ألف علي الدوعاجي في مختلف صنوف الأدب:
- فقد تجاوز عدد التمثيليات الإذاعية التي ألفها المائة تمثيلية،
- وتجاوز عدد لأزجال الخمسمائة [28] كما ألف العديد من الأغاني التي كان لحنها وأداها عدد من أبرز الموسيقيين والمطربين أمثال محمد التريكي والهادى الجويني والصادق ثريا وصالح الخميسي وحسيبة رشدي وفتحية خيري.[1][4]

هذا وقد صدرت لعلي الدوعاجي العناوين التالية:
- سهرت منه الليالي : وهي مجموعة قصصية، وفي نفس الوقت عنوان لإحدى القصص الواردة فيها، وأشهر قصصها «نزهة رائقة» [29] وقد أعد الطبعة الأولى لمجموعة سهرت منه الليالي عز الدين المدني عام 1968.[30]
- جولة بين حانات البحر المتوسط، وهي عبارة عن رحلة حول بعض المدن المتوسطية، وقد جمعت بعد وفاته ونشرت عام 1962
- تحت السور، وهي مجموعة النصوص الصحافية التي نشرها الدوعاجي في جريدته السرور [30]

وهذه المؤلفات الثلاثة أصدرها عز الدين المدني بمناسبة الاحتفال بمئوية علي الدوعاجي في كتاب واحد تحت عنوان أعمال علي الدوعاجي في 550 صفحة ، وأضاف إليها نصوصا أخرى نثرية وشعيرة تنشر لأول مرة، وقد ضم الكتاب قسما خاصا بالأغاني والأزجال وبلغ عدد الأغاني 49 أغنية  كما ضم رسومات من زمن علي الدوعاجي بعضها بريشة علي الدوعاجي نفسه.

## روابط إضافية
- كتاب جولة بين حانات البحر المتوسط نسخة محفوظة 21 فبراير 2008 على موقع واي باك مشين.
- رشيد الذوادي، علي الدّوعاجي (من سلسلة «عظماء بلادي»)، دار النجاح تونس 1977.
- رشيد الذوادي، جماعة تحت السور، تونس 1972.
- علي البوجديديّ ، السّخرية في أدب علي الدّوعاجيّ : تجلّياتها ووظائفها ضمن سلسلة عيون عن الأطلسيّة للنّشر مارس 2010 . [ 306 ص ]